# S 4 (väg)
| ს 4 |

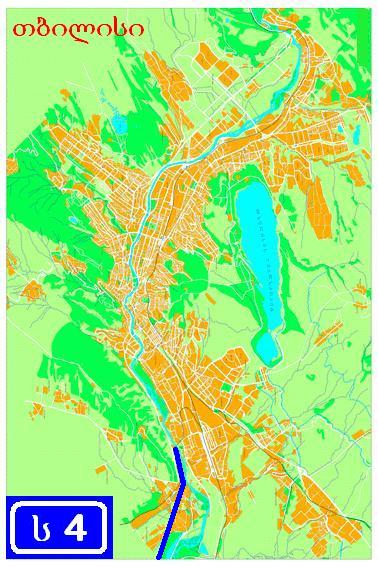
ს 4 vid Tbilisi.

S 4, egentligen ს 4 (georgiska: საქართველოს საავტომობილო მაგისტრალი, Sakartvelos saaktomobilo magistrali) är en av de största vägarna i Georgien inom ს-vägsystemet. Den börjar i Tbilisi, går via Rustavi och fortsätter söderut mot den azerbajdzjanska gränsen.